# Megan Compain

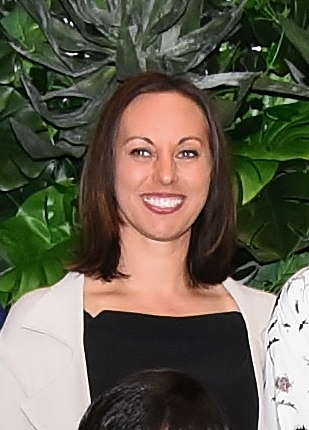
Megan Compain

Megan Compain (18 de setembro de 1975) é uma basquetebolista neozelandesa.

## Carreira
Megan Compain integrou a Seleção Neozelandesa de Basquetebol Feminino em Atenas 2004, terminando na oitava posição.